# سانتوس-دومونت ۱۴-بیس
سانتوس-دومونت ۱۴-بیس (به انگلیسی: Santos-Dumont 14-bis) یک هواگرد ساختِ کارخانهٔ البرتو سانتوس در کشور فرانسه است. این هواگرد برای نخستین بار در ۷ سپتامبر ۱۹۰۶ میلادی مورد استفاده قرار گرفت.

## نگارخانه

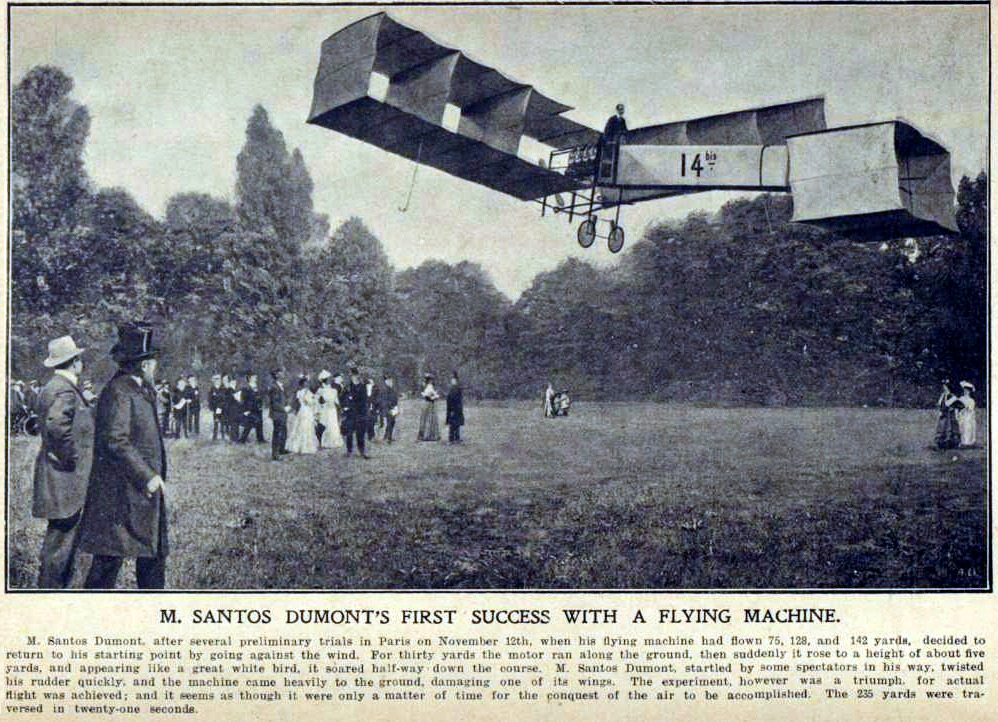
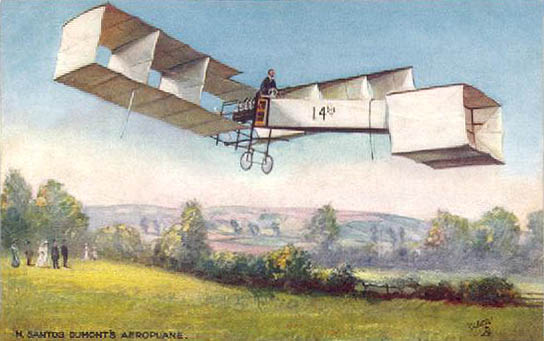
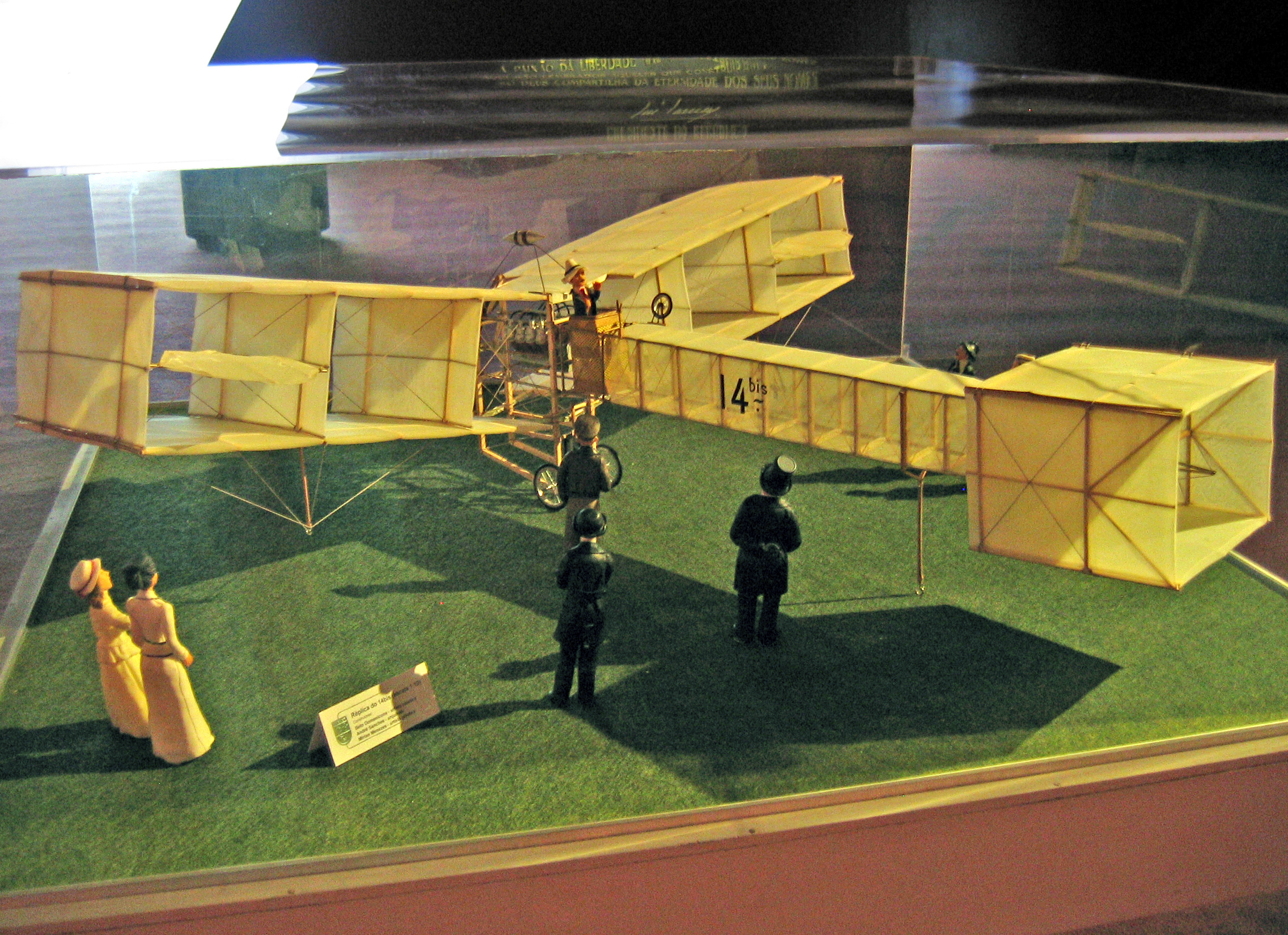
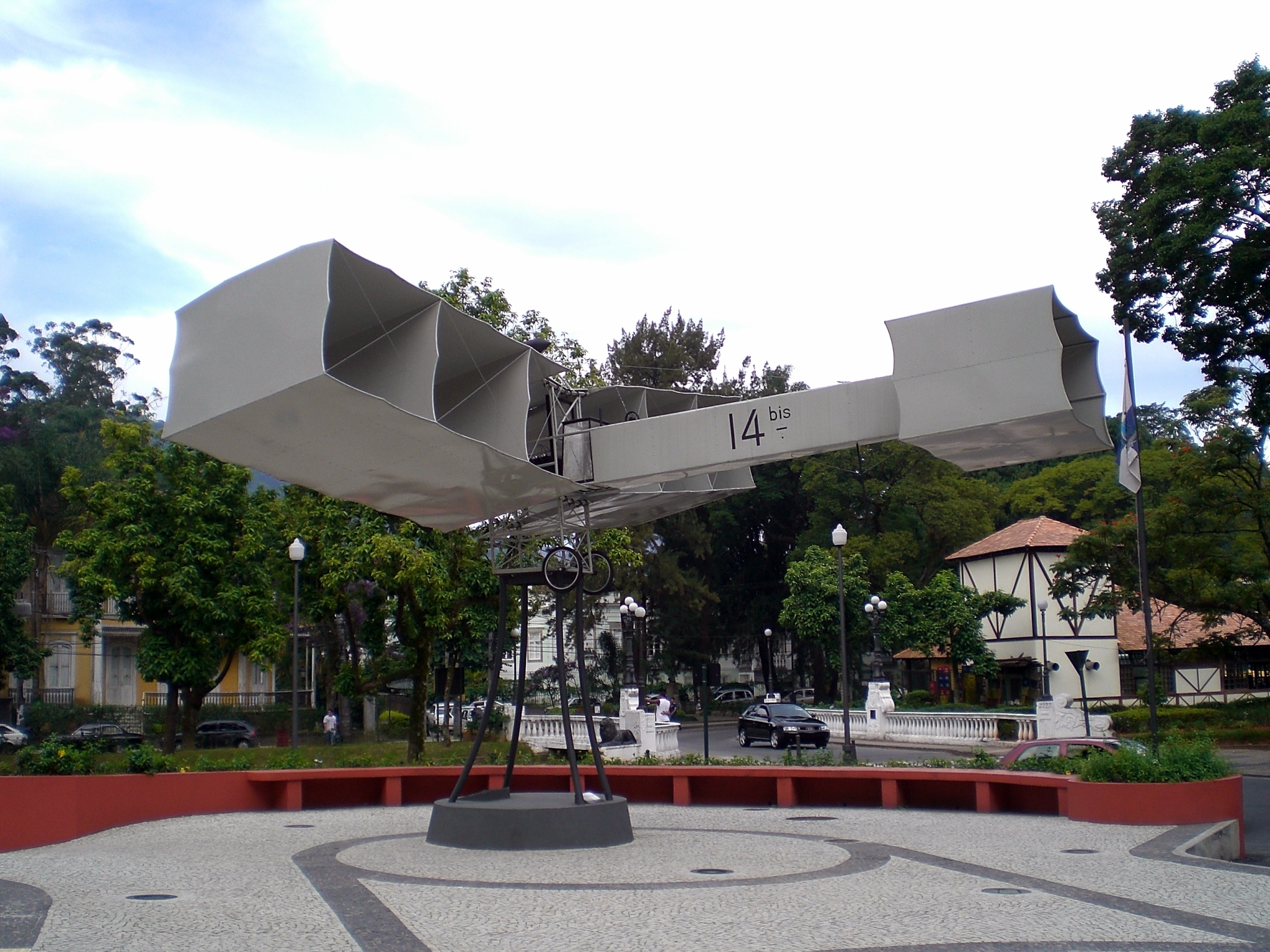